# Хироны

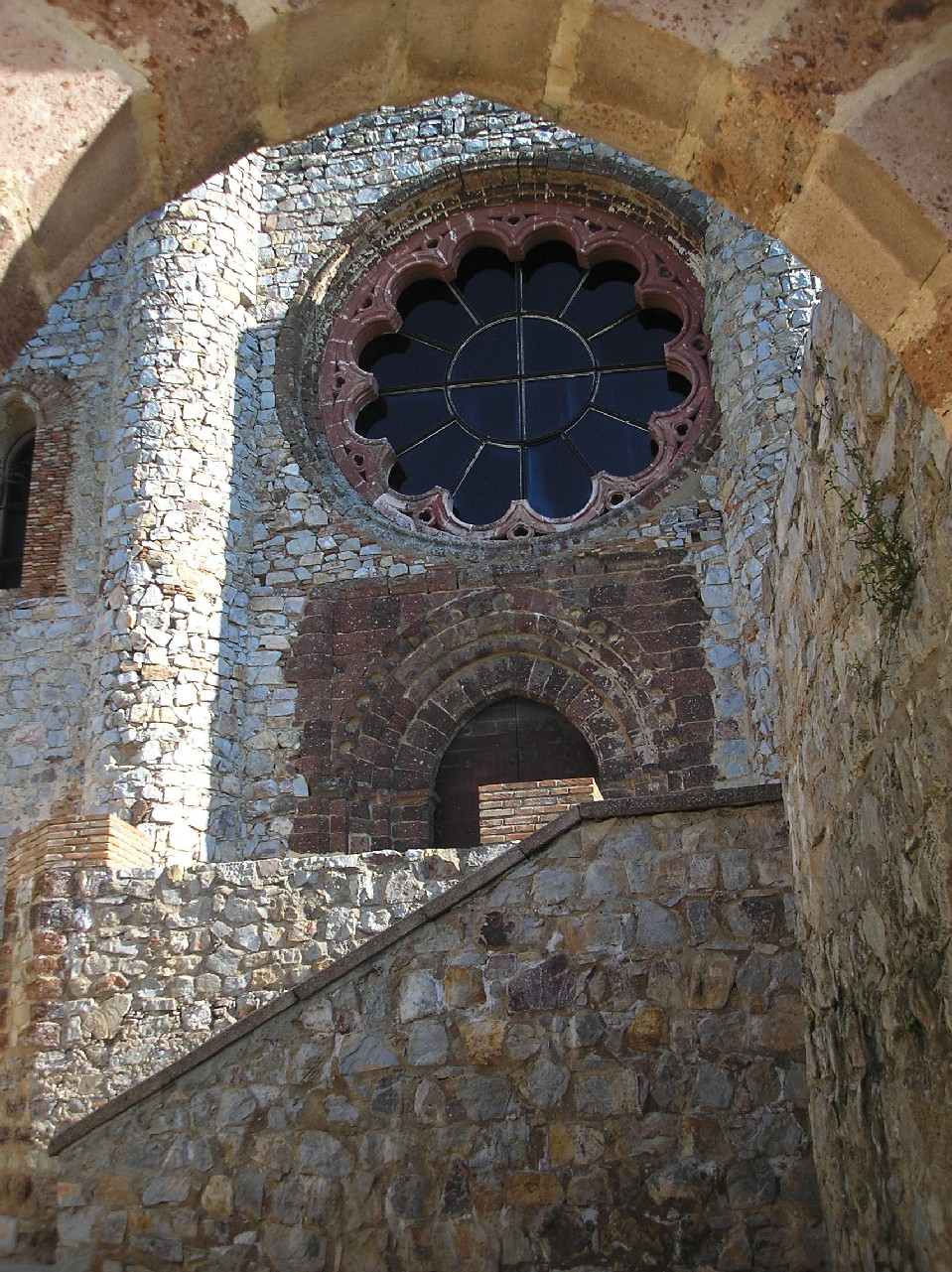
Замковая церковь Новой Калатравы

Хироны (Girón) — знатный кастильский род, который достиг пика могущества на рубеже XII и XIII вв. Владения Хиронов состояли из сеньорий Каррион, Льебана, Сальдания, Мадрид и ряда других. Связаны многочисленными брачными узами с Гусманами. Род Хиронов сильно поредел во время кровопролитной гражданской войны XIV века и к концу этого века фактически пресекся. По женской линии его продолжают Пачеко и Тельес-Хироны.
Первым эту фамилию носил Родриго Гутьерес Хирон (ум. 1193), майордом Альфонса VIII с 1173 г. В 1191 г. он уступил ордену Калатравы права на замок Дуэний, который был переименован в Новую Калатраву и стал главной резиденцией ордена. Похоронен в соборе Паленсии. Его дети от брака с Марией де Гусман:
- Гонсало Родригес Хирон (ум. 1234), майордом Альфонса VIII с 1198 г., вместе с братьями участвовал в битве при Лас-Навас-де-Толоса (см. ниже).
- Гутьерес Родригес Хирон, епископ Сеговии заведовал внешними сношениями Кастильского королевства, погиб в 1195 г. при Аларкосе.
- Педро Родригес Хирон, держатель половины Авейру, женат на внучке Афонсу Португальского; от этого брака по женской линии происходят Альваресы де лас Астуриас — графы Норенья и Хихон.
- Родриго Родригес Хирон, при разделе отцовских владений получил Мадрид.
- Тереза Родригес Хирон, жена Вела Понсе де Кабрера; их сын взял в жёны внебрачную дочь Альфонса IX; от этого союза происходят Понсе де Леоны.
- Эльвира Родригес Хирон, жена Альфонсо Тельеса де Менесеса, 1-го сеньора Альбуркерке. Их внучка Майор Альфонсо де Менесес — жена инфанта Альфонса Молинского, мать королевы Марии де Молина. От второго брака сеньора Альбукерке с побочной дочерью Саншу I происходят португальские Менезеши (см. ниже), и среди них адмирал Альбукерке.

У Гонсалеса Родригеса Хирона, кастильского майордома в 1198—1231 гг., от двух браков осталось следующее потомство:
- Родриго Гонсалес Хирон (ум. 1256), майордом в 1238-46 и 1248-52 гг. Женат поочерёдно на двух дочерях барона Аро от брака с побочной дочерью Альфонса IX.
- Мария Гонсалес Хирон Старшая, жена Гильена Переса де Гусмана; дети — Майор Гильен де Гусман, метресса Альфонса X и Педро Гильен де Гусман — отец Гусмана Доброго.
- Мария Гонсалес Хирон Младшая, в 1-м браке за Мартином Альфонсо, внебрачным сыном Альфонса IX, во 2-м браке за графом Педро Урхельским.
- Иньес Гонсалес Хирон, вторая жена инфанта Филиппа Кастильского (одного из сыновей Фердинанда III).
- Гонсало Гонсалес Хирон, канцлер Фердинанда III.
  - Гонсало Руис Хирон, великий магистр ордена Сантьяго, умер в 1280 от ран, полученных в бою с маврами при Моклине.
    - Мария Хирон, жена Альвара Переса де Гусмана, бабушка Леоноры де Гусман — родоначальницы династии Трастамара.

## Португальские Хироны

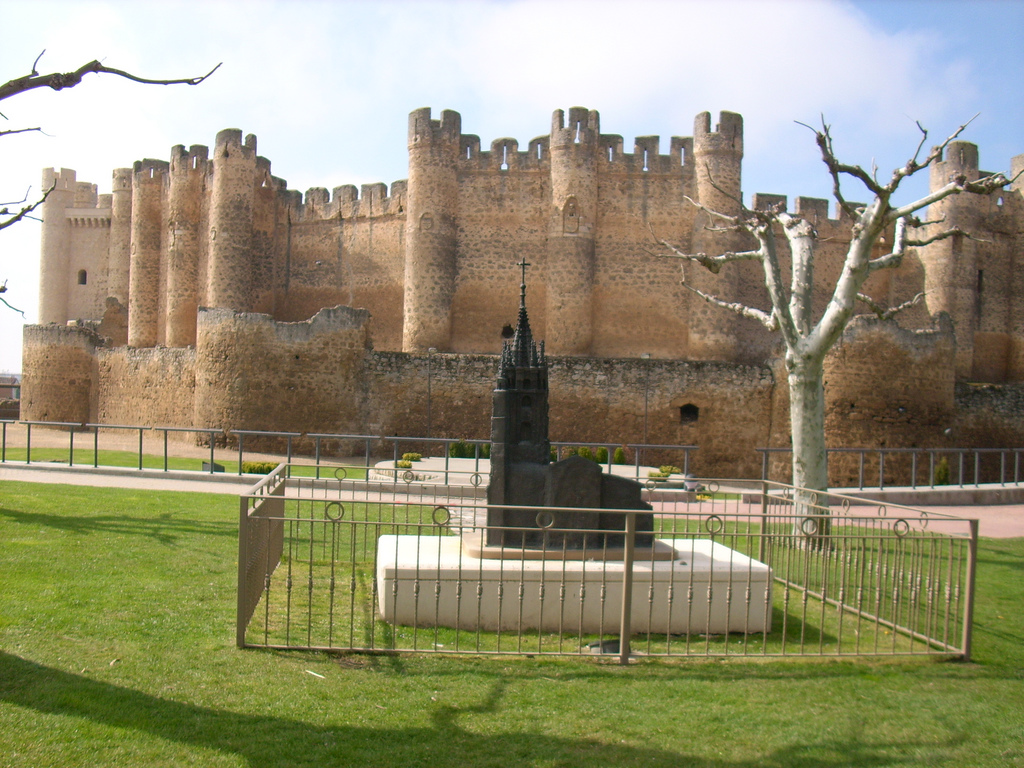
Замок Валенсия-де-Дон-Хуан — резиденция Мартина Васкеса де Кунья

Внук Гонсало Руиса Хирона, сеньор де Сан-Роман, взял в жёны португальскую даму Марию Теллеш де Менезеш, происходившую из дома сеньоров Альбукерке (см. выше). Её двоюродными братьями были 1-й граф Барселуш и Мартин Афонсу — отец португальской королевы Элеоноры Теллеш де Менезеш.
Сын Марии и Гонсало, сеньор де Фречилья, принял португальское подданство вместе с двойной фамилией Тельес-Хирон (в португальском варианте Теллеш-Хирон), призванной подчеркнуть его родство с могущественным домом Менезешей. Его внучка Тереза Тельес-Хирон, последняя в роду, стала женой Мартина Васкеша да Кунья, который в годы междуцарствия возглавлял партию сторонников инфанта Жуана (сын короля Педру I и Инес де Кастро).
Инфант Жуан из ревности убил свою жену и, спасаясь от гнева её сестры (королевы Леоноры Теллеш де Менезеш), бежал в Кастилию. Там вместе с титулом герцога он получил в кормление имение Валенсия-де-Кампос, переименованное в его честь в Валенсия-де-Дон-Хуан («Валенсия дона Жуана»). Этот замок вместе с графством Валенсия унаследовала его дочь Мария — вторая жена Мартина Васкеша, покинувшего Португалию вслед за своим покровителем.
Потомки Мартина Васкеша и Марии продолжали носить графский титул; они ещё долго сохраняли связи с Португалией. Последний из них жил в XVI веке и выдал свою наследницу за герцога Нахера. От брата же Мартина Васкеша произошли испанские герцоги Уэте и графы Буэндиа.
В первом браке Мартина Васкеша с Терезой Тельес-Хирон родился сын Альфонсо, унаследовавший от матери сеньорию Фречилья и продолжавший носить фамилию её предков — «Тельес-Хирон». Его старший сын Хуан Пачеко — родоначальник герцогов Эскалона. Младший сын Педро Хирон — родоначальник графов Уренья и герцогов Осуна (см.).